# 哈密暴動
哈密暴動又称哈密事变，是1931年-1933年與1934年在中華民國新疆省哈密縣發生的兩次暴動。
事變因時任新疆省主席金樹仁的改土歸流政策而起，引發哈密回王的反對，由維吾爾人和加尼牙孜等人領導的叛軍為了推翻金樹仁政權，派出堯樂博士向河西回族軍閥馬仲英求援，新36师入侵新疆後，叛軍逐漸壯大並引發新疆全省的混戰。而金樹仁則被其部下盛世才聯合新疆的東北抗日義勇軍與白俄歸化軍推翻，是為「新疆四·一二政變」。哈密戰亂的擴大致使新疆全省政局失控，各地的武裝衝突此起彼伏，釀成持續數年之久的大動亂。

## 背景
哈密回王家族自清朝康熙年間內附後，一直統治著哈密地區的維吾爾人，作為札薩克職權等與外藩蒙古各旗的旗長相當，地位高於內地的土司。清廷雖然在新疆建省時裁撤了吐魯番回旗，但因第七代哈密親王博錫爾抵抗回军，以身殉清，故因此未被削權，成為新疆全省僅存的回部王公。
辛亥革命後，楊增新主政新疆，保留哈密親王沙木胡索特的爵位和權力。1930年，沙木胡索特去世。新疆省主席金樹仁決定廢除哈密王制，徹底改土歸流。

## 經過

### 金樹仁苛政引發動蕩
1930年6月，沙木胡索特死後其子聶孜爾襲位，維吾爾農民要求取消對哈密回王承擔的封建徭役，歸政府直接管轄。哈密駐軍師長劉希曾、省民政廳內務科長劉承昭先後上書建議「改土歸流，收回採地」。雖然聶孜爾並不甘心放棄王位，攜重金賄賂金樹仁政府。而金樹仁為樹立威望，一方面答應聶孜爾保留王號，把他留在迪化，委任為省高級顧問；一方面暗中準備廢除王制。
1931年，哈密、宜禾、伊吾三縣政府分別成立，「改土歸流」後省政府對維吾爾人的壓迫反而加劇。金樹仁政府規定原屬王府的維吾爾農民必須繳納當年田賦和補繳1930年的田賦，農民負擔不起不願耕種的就按荒地處理。農民提出緩徵田賦的請求，但請願遭到拒絕，引發維吾爾人極大憤怒。新疆當局又將維吾爾農民耕種的熟地按荒地強行撥給從金樹仁老家甘肅逃難來的難民，並免賦二年，維吾爾農民另墾荒地，則要照舊納稅。新疆省政府軍在哈密常常調戲婦女，欺壓平民，此種倒行逆施，促使維吾爾人對金樹仁政權的不滿情緒日益滋長。

### 小堡事件
小堡是哈密天山脚下的一个村庄，农民阿不都艾米提有个女儿名叫艾丽丝罕，吸引了新到任的小堡哨卡卡官张国琥。张国琥自吹是新疆省主席金树仁的亲戚，欲强娶为妻，激起群憤。阿不都艾米提为保全其女，假意允婚，暗约乡邻举事。1931年2月27日，将前来娶亲的张国琥灌醉后用狼牙棒打死，随其前来的32名士兵亦被缴械处死。随后维吾尔人喀西木汗、和加尼牙孜、哈吉木等糾眾殺卡官、卡兵，搶劫槍械，参与事变的维吾尔人将当地驻军和120多陕甘汉族灾民一并杀死。叛軍隨後進入哈密東山山區，並通過蒙古獲得蘇聯軍火支援，東疆大乱，迅即擴大至南疆，新疆全境的混亂局面從此一發不可收拾。
金樹仁聽聞其同鄉被殺，隨即派省軍駐哈密師長劉希曾鎮壓，省軍遭維吾爾人伏撃，損失慘重。金樹仁又以朱瑞墀代替劉氏，再派熊發有率軍馳援，熊旅嗜殺，導致維吾爾人群起反抗，省政府軍屢戰失利，叛軍日益壯大。正在金樹仁政權圍剿哈密之際，叛軍推派時任省府委員的堯樂博士（尧乐博斯·汗）進京請願，堯樂博士等行至肅州（今酒泉），见到当时自封为河西省主席的馬仲英。此時马仲英的部隊被趕到河西走廊，緊鄰哈密。堯樂博士於是邀請馬仲英率部進入新疆對抗金樹仁。馬仲英部遭馬步芳重兵進擊不支，也想利用這機會向新疆發展。4月，馬仲英率部進入新疆，在哈密將魯效祖指揮的省軍打敗。金树仁闻讯後，以張培元為總司令、盛世才為參謀長率部進剿，終於在9月將馬仲英及和加尼牙孜擊敗，馬仲英率部撤回肃州。马步芳就把甘肅西部被灾害、戰亂搅得最厉害的敦煌、玉门、安西、酒泉、鼎新、高台、临泽7县交给马仲英。
此时游历新疆的西方探险家也记录了各民族反抗新疆当局的情势：
反叛的火炬点燃了整个新疆，反对汉人统治的起事以燎原之势席卷了全省。‘虎王’尧乐博斯汗目睹哈密四周的世袭领地遭到火与剑的蹂躏，正躲在天山深处密谋着如何复仇。焉耆土尔扈特部的王爷和大喇嘛多布顿活佛拒不执行和尧乐博斯打仗的命令，于是被叫到乌鲁木齐去见省长金树仁将军，结果，他和随从都被暗杀了。…汉人的高级官员们也和俄罗斯人串通起来，决定推翻金树仁。
1932年，馬仲英被蔣介石任命為國軍新編第36師師長。此時和加尼牙孜为对抗省军，再次请马仲英助战，馬仲英派部將馬世明、馬占倉領兵入南疆，自己則率軍聯合和加尼牙孜進攻哈密。7、8月，馬世明和和加尼牙孜聯軍被盛世才率領省軍與「歸化軍」打敗。1933年1月，馬世明再率部進攻達坂城和迪化（今烏魯木齊），盛世才奉命北上解圍，再次打敗新36師。

### 新疆四·一二政变
1933年4月12日，省府參謀處長陳中、迪化縣縣長陶明樾、航空學校校長李笑天等人，取得因抗日失敗而取道蘇聯入疆的東北義勇軍首領鄭潤成和「歸化軍」首領巴品古特的支持，發動政變，率眾包圍省政府。金樹仁隨後倉惶逃離省城迪化，命令盛世才等率部火速回城平亂。第二天，盛世才率部進至城東，按兵觀望，政變軍隊很快就把省軍打敗。4月14日，政變各方召開了臨時維持委員會，商選新的領導層。由於與政變各方均沒有足夠實力，而盛世才此時手中握有一定兵力，加上幾年來他樹立了一定的威信，於是各方一致推舉盛世才為新疆臨時督辦，推舉教育廳廳長劉文龍為新疆臨時省主席。

### 苏联入侵新疆
1933年5月，馬仲英乘盛世才剛奪得政權，立足未穩，率主力2000步骑再次進入新疆，转战巴里坤、吐鲁番、鄯善等地并取得一些胜利，他企图和前来新疆调解“盛马之争”的国民政府外交部长罗文干联手倒盛，从而分治新疆。盛世才亦率部抵抗，雙方互有勝負，時戰時談。6月，馬仲英與盛世才激戰後，領兵退回吐魯番。
1934年1月12日，馬仲英率主力7000餘人攻打迪化，與新疆省政府展開大戰，盛世才手下的東北義勇軍及白俄僱傭軍在回族騎兵的進攻下潰不成軍，馬仲英率部圍困迪化29天不下。盛世才派人緊急向蘇聯求援，蘇軍派遣哥薩克騎兵和機械化部隊，摘去紅星徽章，對外宣稱是“塔爾巴哈台”及“阿爾泰”歸化軍，進入新疆與馬仲英作戰。馬仲英的新36師靠著馬刀，竟然一度擊退蘇聯的機械化師。但馬仲英在圍困迪化32天后，部隊缺乏後援並最終潰敗，他率部逃往塔克拉瑪干大沙漠。7月10日，在残存士兵的“马仲英×你娘，哄老子进新疆，你做官，我打仗，哪年才能转回乡？”的叫骂、泄愤声中，马仲英带着随从和劫来的骆驼、马匹从依尔克斯塘镇进入了苏联境内。后据苏联境内东干人的说法，马仲英最终死于1937年的大清洗（應盛世才的請求）。

### 南疆动乱
1932年12月，新一階段的維吾爾運動在哈密地區開始，並於短時間內遍及吐魯番綠洲地區，再由此向阿克蘇一帶蔓延。此時的穆斯林武裝在聯合了當地民眾之後，已能建立起一支由3000名士兵組成的軍隊。哈密反对金树仁的消息传到南疆，各种势力纷纷起事，东疆马仲英、迪化盛世才、伊犁张培元混战期间，一些地方统治者也趁机割据独立。
1933年2月20日，阿图什沙比提·大毛拉到达喀什西南部的和田後，和穆罕默德·伊敏联合建立民族革命委员会，為了取得起義勝利，他們決定成立自己的政府—和田臨時政府（後改稱和田伊斯蘭政府），推舉墨玉伊斯蘭法院法官穆罕默德·尼牙孜·艾來木擔任總統，沙比提大毛拉任總理，穆罕默德·伊敏任埃米爾。
1933年1月，焉耆回族發動起義。3月初，起義軍已席捲昌吉、呼圖壁、瑪納斯等地。3月底，喀什周邊大部分地區已落入起義軍手中。同期于田农民和墨玉金矿矿工先后起事，矿工在首领伊斯买尔汗·和加的统领下攻占县城，向西占据叶城、泽普，围攻重镇叶尔羌（今莎车）。库车的維吾爾族的暴动首领铁木尔伯克和穆罕默德·伊敏、阿不都拉·布格拉與努爾·阿合買提江·布格拉與青年喀什噶爾黨結盟後，控制了南疆，又派代表前往北疆与哈密暴动首领和加尼牙孜联络。在維吾爾民族運動的支持下，东突厥斯坦伊斯兰共和国於1933年12月成立，但随即被逃到南疆的新36师消灭。马仲英前往苏联时将新36师的主力交给马虎山统帅，此后马虎山割据的南疆也被西方人称为“东干斯坦”，南疆的回族武装直至1937年才在苏联支持下被盛世才消灭。

### 引用
1. ↑  Bert Edstrom. . Routledge. 2013: 198. ISBN 9781134279180.
2. ↑  David Martin Jones, Paul Schulte, Carl Ungerer, M.L.R. Smith. . Edward Elgar Publishing. 2019: 341. ISBN 9781786438027.
3. ↑  Andrew D. W. Forbes.  illustrated. Cambridge, England: CUP Archive. 1986: 123  [2010-06-28]. ISBN 0-521-25514-7.
4. 1 2  趙曼. . 《和田師範專科學院學報》. 2015, 34 (第4期).
5. ↑  高文德主编. . 吉林教育出版社. 1995年12月: 第152页.
6. ↑  薛晓东; 姜龙. . 《新疆大学学报（哲学社会科学版）》. 2022年, (第6期): 92–98.
7. ↑  堯樂博士·汗. . 傳記文學出版社. 1969  [2025-04-02] （中文（臺灣））.
8. ↑  . 每日甘肃.   [2013-09-26]. （原始内容存档于2015-09-24）.
9. ↑  买玉华. . 《新疆社会科学》. 2008年, (6): 123–130.
10. ↑  陈贤庆. . 《民国军阀派系》. 团结出版社. 2009.
11. 1 2  劉正瑜; 宋馭民.  (PDF). 《黎明學報》. 2016, 27卷 (1-2期).
12. ↑  陈贤庆. . 《民国军阀派系》. 团结出版社. 2009.
13. 1 2 3  賈米里．哈桑雷.  (PDF). 《蘇聯政策中的新疆》. 香港中文大學出版社.